# Taifa di Lisbona
La taifa di Lisbona (in arabo طائفة لشبونة‎?, Taa'ifatu Lishbunah) è stata una taifa (regno islamico indipendente) della penisola iberica con capitale Lisbona, situato nella Spagna musulmana occidentale, sull'Atlantico. La taifa di Lisbona ha compreso la regione circostante Lisbona dal 1022 al 1094.

## Storia
Durante la fitna di al-Andalus, descritta dallo storico Rafael Altamira y Crevea, i governanti di Lisbona appoggiarono il califfo Muhammad II ibn Hisham (al-Mahdi bi-llah), come riporta la Histoire des Almohades / d'Abd el- Wâh'id Merrâkechi.
Sabur al-Saqlabi, un cortigiano di Al-Hakam II divenuto alla sua morte, secondo la Historia del Reino de Badajoz, governatore dell'Algarve, approfittò della disintegrazione del Califfato di Cordova per fondare, nel 1013, la taifa di Badajoz, come riportano sia la Muslim Spain and Portugal: A Political History of al-Andalus che lo ritiene un berbero, che la The History Of The Mohammedan Dynasties In Spain Vol II, che ritiene Sabur un eunuco, che controllava gran parte dell'antica Lusitania, compreso Mérida e Lisbona, come riporta la Histoire des Almohades / d'Abd el- Wâh'id Merrâkechi.

Nel 1060 Lisbona era inclusa nella taifa di Badajoz

Alla morte di Sabur, nel 1022, gli succedette un altro berbero, 'Abd Allah b. Muhammad b. Maslama b. al-Aftas, ignorando i diritti dei suoi due figli, Abd-al-Malik ibn Sabur e Abd-al -Aziz ibn Sabur, che a Lisbona crearono una taifa indipendente da Badajoz.
'Abd Allah b. Muhammad b. Maslama b. al-Aftas fu in conflitto con la Taifa di Siviglia, che dal 1027 al 1034 ebbe il controllo della Taifa di Badajoz, costringendolo verso il 1034 a rifugiarsi a Lisbona, che fu nuovamente incorporata dalla Taifa di Badajoz. Lisbona rimase sotto il controllo di Aftasidi fino al 1093, quando l'emiro di Badajoz, Abou Mohammed Omar, la consegnò ad Alfonso VI, Re di León, per avere il suo aiuto contro gli Almoravidi, che, l'anno seguente, conquistarono Badajoz e l'intera taifa, inclusa Lisbona, che rimase in una zona si confine sino a che, nel 1111, Ali ibn Yusuf si impossessò stabilmente di Lisbona.
Gli Almoravidi mantennero il controllo della città sino al 1144 insieme al resto della penisola, quando vi fu un secondo periodo dei regni Taifa, tra cui la taifa di Badajoz. Lisbona fu annessa alla taifa di Badajoz fino al 1147, quando il Re del Portogallo, Alfonso Henriques assediò la città tra luglio e ottobre, e la conquistò con l'aiuto di una flotta di 200 navi con 13000 Crociati (anglo-normanni, germani e fiamminghi).

## Governanti della taifa di Lisbona
- Abd al-Aziz ibn Sabur (1022-1030?)
- Abd al-Malik ibn Sabur (1030?-1034?)

### Fonti primarie
- (FR)  Histoire des Almohades / d'Abd el- Wâh'id Merrâkechi
- (EN)  The History Of The Mohammedan Dynasties In Spain Vol II
- (EN)  Muslim Spain and Portugal: A Political History of al-Andalus

### Letteratura storiografica
- Rafael Altamira, "Il califfato occidentale", in: «Storia del mondo medievale», Cambridge History of Middle Age, vol. II, 1999, pp. 477–515.
- La recomquista